# Ola Borten Moe

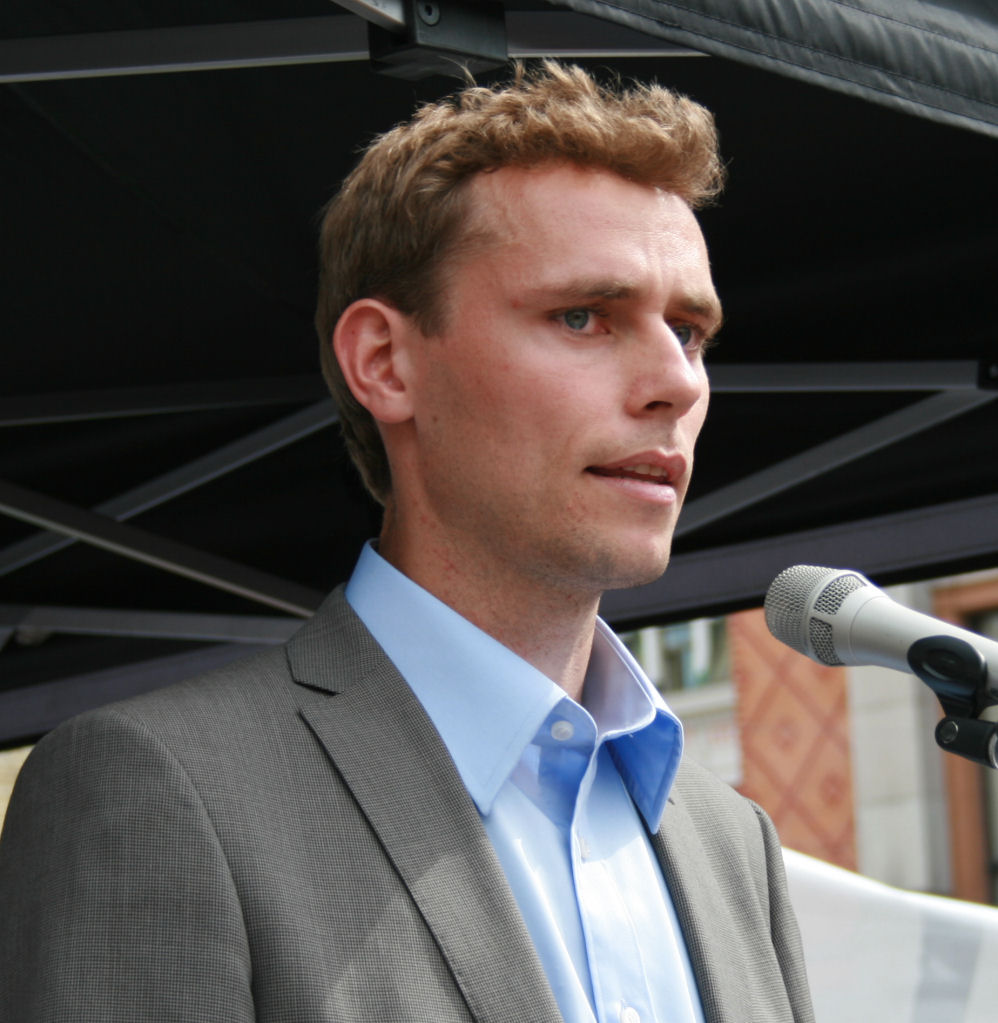
Ola Borten Moe 2007.

Ola Borten Moe, född 6 juni 1976, är en norsk politiker för Senterpartiet. Han var olje- och energiminister i regeringen Stoltenberg II från 4 mars 2011 till 16 oktober 2013 och högskole- och forskningsminister i regeringen Støre från 14 oktober 2021 till 4 augusti 2023. Han avgick från den senare posten efter att det kommit fram att han i strid med regelverket handlat med aktier samtidigt som han satt i regeringen.
Han är barnbarn till den tidigare norska statsministern Per Borten.

## Politiska åsikter
Sedan Senterpartiet i början på 2000-talet började gå mot vänstersidan är Borten Moe en av dem som vill att partiet ska gå tillbaka mot högersidan. Han ser sig själv som traditionell ”centrist” inom Senterpartiet. Han är vidare emot ett norskt EU-medlemskap och anser att makten och kunskapen inom landet har centrerats för mycket till Oslo-trakten.